# Scaevola taccada
Scaevola taccada — вид рослин родини Гуденієві.

## Будова
Вічнозелений кущ або невелике дерево з сукулентним стовбуром з м'якої деревини. Росте до 4 м висоти. Плід — біла кістянка 10 — 15mm.

## Життєвий цикл
Квітне та плодоносить цілий рік. Насіння, покрите корковою матерією, переноситься морськими течіями. Може перебувати 250 днів у воді без втрати здатності прорости.

## Поширення та середовище існування
Зростає на піщаних пляжах у Східній Африці, Південні Азії, Папуа Нової Гвінеї, Австралії та островах Тихого океану. Рослина натуралізована у Флориді.

## Практичне використання
Застосовується у народній медицині.
В їжу споживають плоди та молоду зелень.

## Галерея

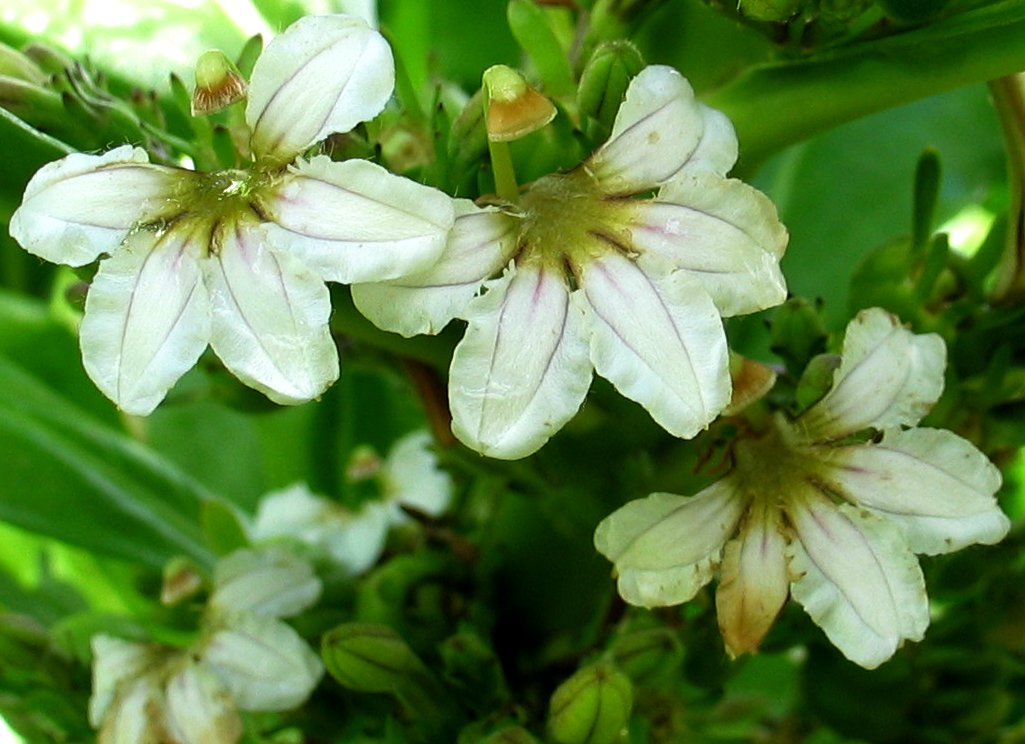
Квіти
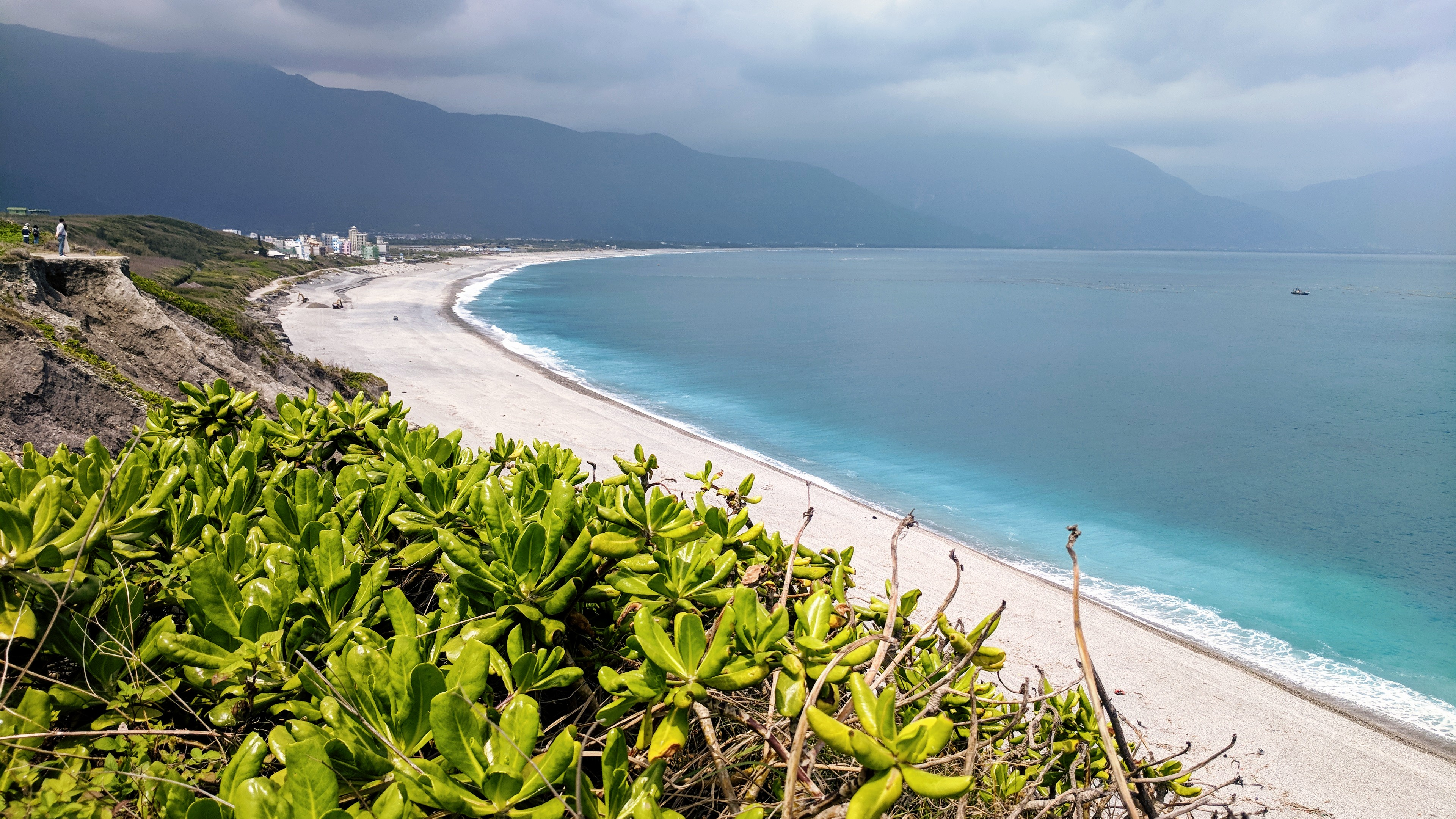
Зарості на пляжі
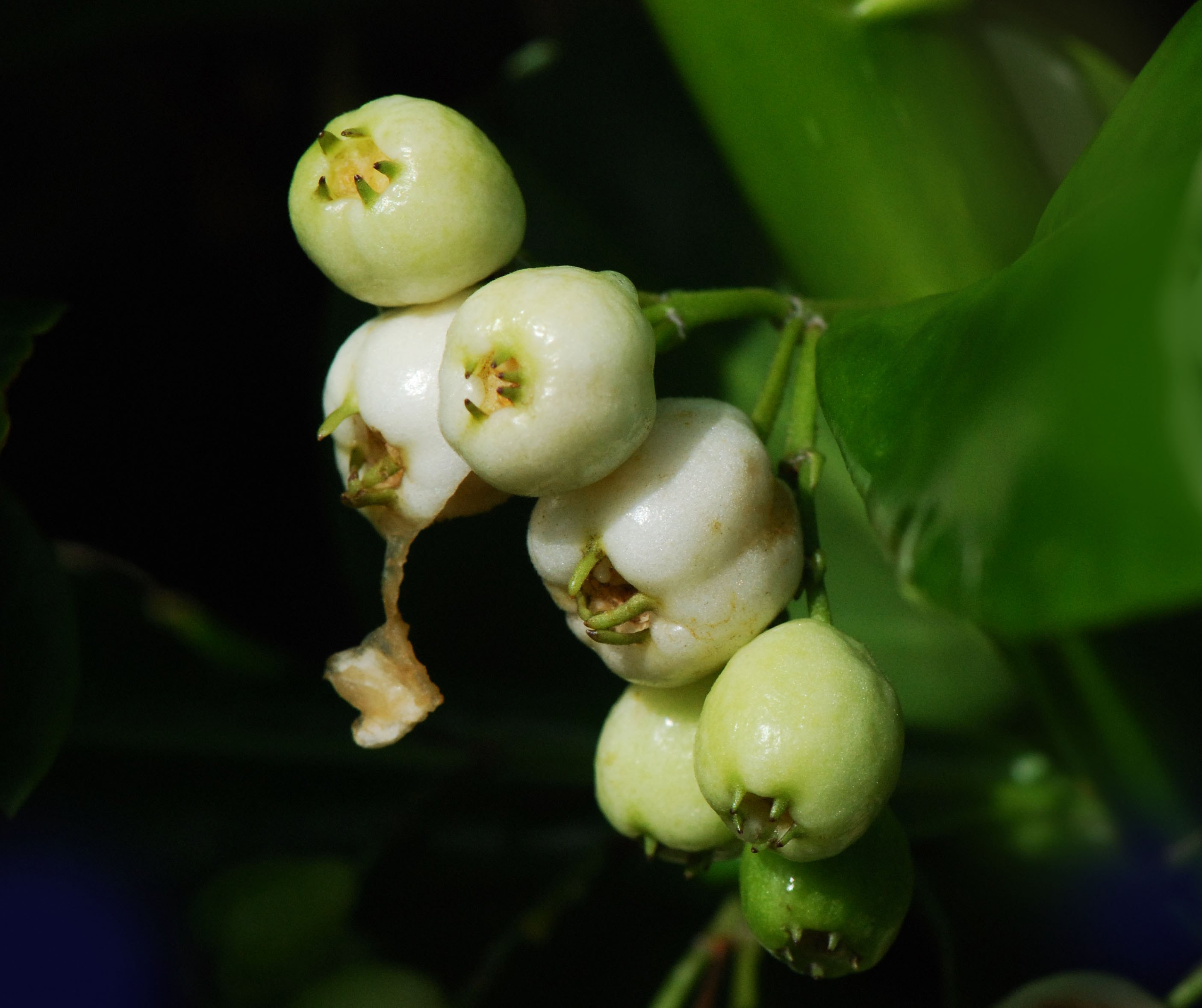
Плоди
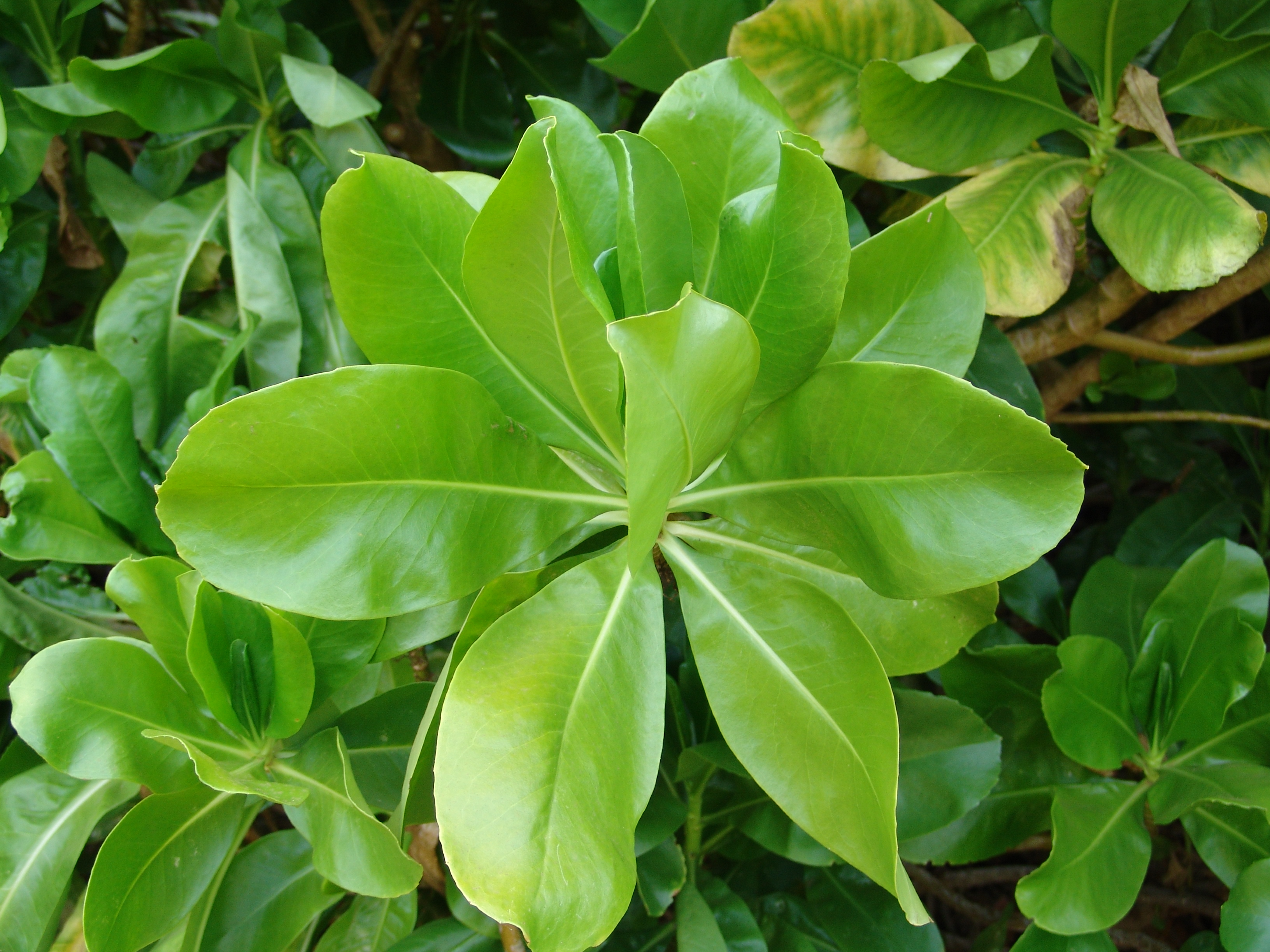
Листя